# تپه شماره ۴ مورآباد
تپه شماره ۴ مورآباد در شهرستان آبیک، بخش بشاریات، روستای مورآباد واقع شده و این اثر در تاریخ ۱۹ اسفند ۱۳۸۰ با شمارهٔ ثبت ۴۹۷۹ به‌عنوان یکی از آثار ملی ایران به ثبت رسیده است.